# 駐日フィジー大使館
駐日フィジー大使館（英語: Embassy of Fiji in Japan）は、フィジーが日本の首都東京に設置している大使館である。在東京フィジー大使館（英語: Embassy of Fiji in Tokyo）とも。
1970年10月、フィジーがイギリスから独立すると同時に日本が同国を主権国家として承認。1981年1月に大使館が開設された。港区麻布台の外苑東通り (都道319号)と桜田通り (国道1号)の交わる飯倉交差点の南西側角に位置し、ロシア大使館は至近距離。
非常駐の在フィリピンフィジー大使館、在ロシアフィジー大使館を兼轄している。

## 所在地
| 日本語 | 〒106-0041 東京都港区麻布台二丁目3-5 ノアビル14F            |
| 英語   | NOA Building 14F, Azabudai 2-3-5, Minato-ku, Tokyo 106-0041 |

## 大使
2025年1月14日より、ケレラ・ラカヴォサ・サヴが臨時代理大使を務めている。